# Belmont (Nova Iorque)
Belmont é uma aldeia do estado norte-americano de Nova Iorque, localizada no Condado de Allegany, do qual é sede.
A aldeia de Belmont foi incorporada em 1871 como "Philipsville", em homenagem ao primeiro colono Philip Church. O assentamento foi originalmente chamado de "Philipsburg". Quando a aldeia assumiu a comunidade de Miltonville, na margem leste do rio Genesee, foi renomeada "Belmont".
Tornou-se sede do condado em 1859, substituindo a aldeia de Angelica.

## Geografia
De acordo com o United States Census Bureau, a aldeia tem uma área de 2,6 km².

## Demografia
Segundo o censo nacional de 2010, a sua população é de 969 habitantes, e sua densidade populacional é de 370 hab/km².